# 在オーストラリア日本国大使館
在オーストラリア日本国大使館（英語: Embassy of Japan in Australia）は、オーストラリアの首都キャンベラにある日本の大使館。

## 沿革
- 1952年4月28日、サンフランシスコ平和条約の発効により日本国が独立、オーストラリアも同条約締結国のうちの一国[1]
- 1953年1月7日、在オーストラリア日本国大使館が開設される[2]

## 所在地
| 日本語 | 〒2600 ヤラルムラ豪州首都地区エンパイア・サーキット112 |
| 英語   | 112 Empire Circuit, Yarralumla ACT 2600                |

## 管轄地域
オーストラリア首都特別地域を管轄。